# غيلسون دالا
غيلسون (بالبرتغالية: Gelson Dala‏) هو لاعب كرة قدم أنغولي في مركز الوسط، ولد في 13 يوليو 1996 في أنغولا يلعب حالياً في نادي الوكرة القطري. شارك مع منتخب أنغولا لكرة القدم. أما مع النوادي، فقد لعب مع سبورتينغ لشبونة ونادي بريميرو دي أغوستو.

## وصلات خارجية
- غيلسون على موقع اتحاد تركيا (لاعب) (الإنجليزية)
- غيلسون على موقع قاعدة بيانات كرة القدم.إي يو (الإنجليزية)
- غيلسون على موقع ناشيونال فوتبول تيمز (الإنجليزية)
- غيلسون على موقع Soccerway.com (الإنجليزية)